# Agrilus occipitalis
Agrilus occipitalis es una especie de insecto del género Agrilus, familia Buprestidae, orden Coleoptera.
Fue descrita científicamente por Eschscholtz, 1822.